# ميتال سلج أنثولوجي
ميتال سلج أنثولوجي (بالإنجليزية: Metal Slug Anthology)‏ ، وتسمى في النسخة اليابانية (باليابانية: メタルスラッグコンプリート) وتعني ميتال سلج كامبولِت، هي لعبة فيديو إلكترونية من نوع أكشن وإطلاق النيران، تعمل لأنظمة بلاي ستيشن 2 وبلاي ستيشن بورتبل ونينتندو وي، صدرت عام 2006م.